# أندرو جي. كامبل
أندرو جي. كامبل هو سياسي أمريكي، ولد في 1828، وتوفي في 6 ديسمبر 1894 بسبب اعتلال الكلية. نشط حزبياً في الحزب الجمهوري. وقد انتخب عضو جمعية ولاية نيويورك ‏.